# Nesophontes submicrus
Nesophontes submicrus är en utdöd däggdjursart som beskrevs av Arredondo 1970. Nesophontes submicrus ingår i släktet Nesophontes och familjen Nesophontidae. Inga underarter finns listade i Catalogue of Life.
Arten är bara känd från kvarlevor som hittades i Kuba och på mindre öar i regionen. Det är inte känt när Nesophontes submicrus dog ut.